# Kliplev Kirke

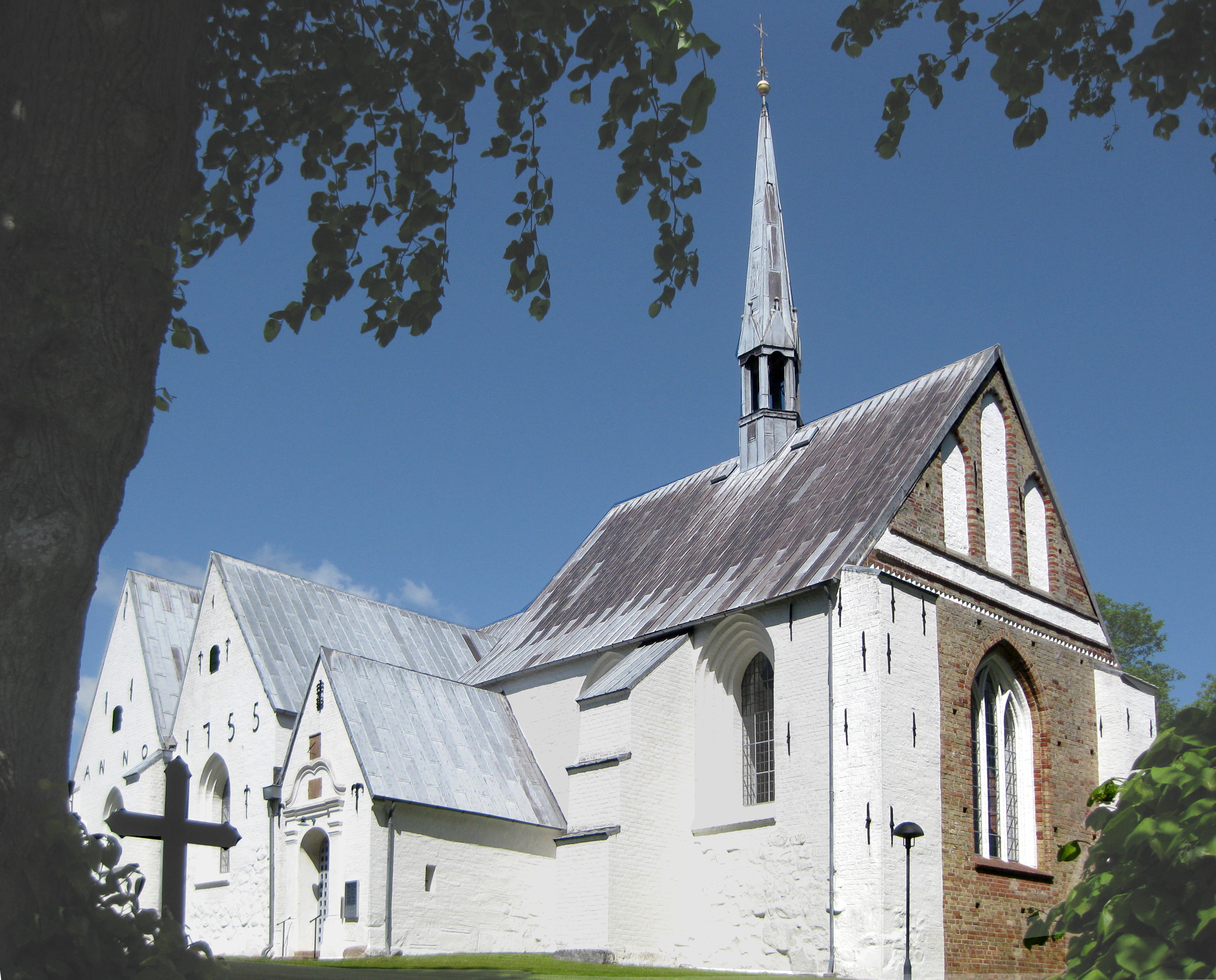
Blick auf die Kirche von Südosten: rechts der Chor mit Dachreiter, links Kapellenbauten und das Waffenhaus mit barockem Portal und Mauerankern

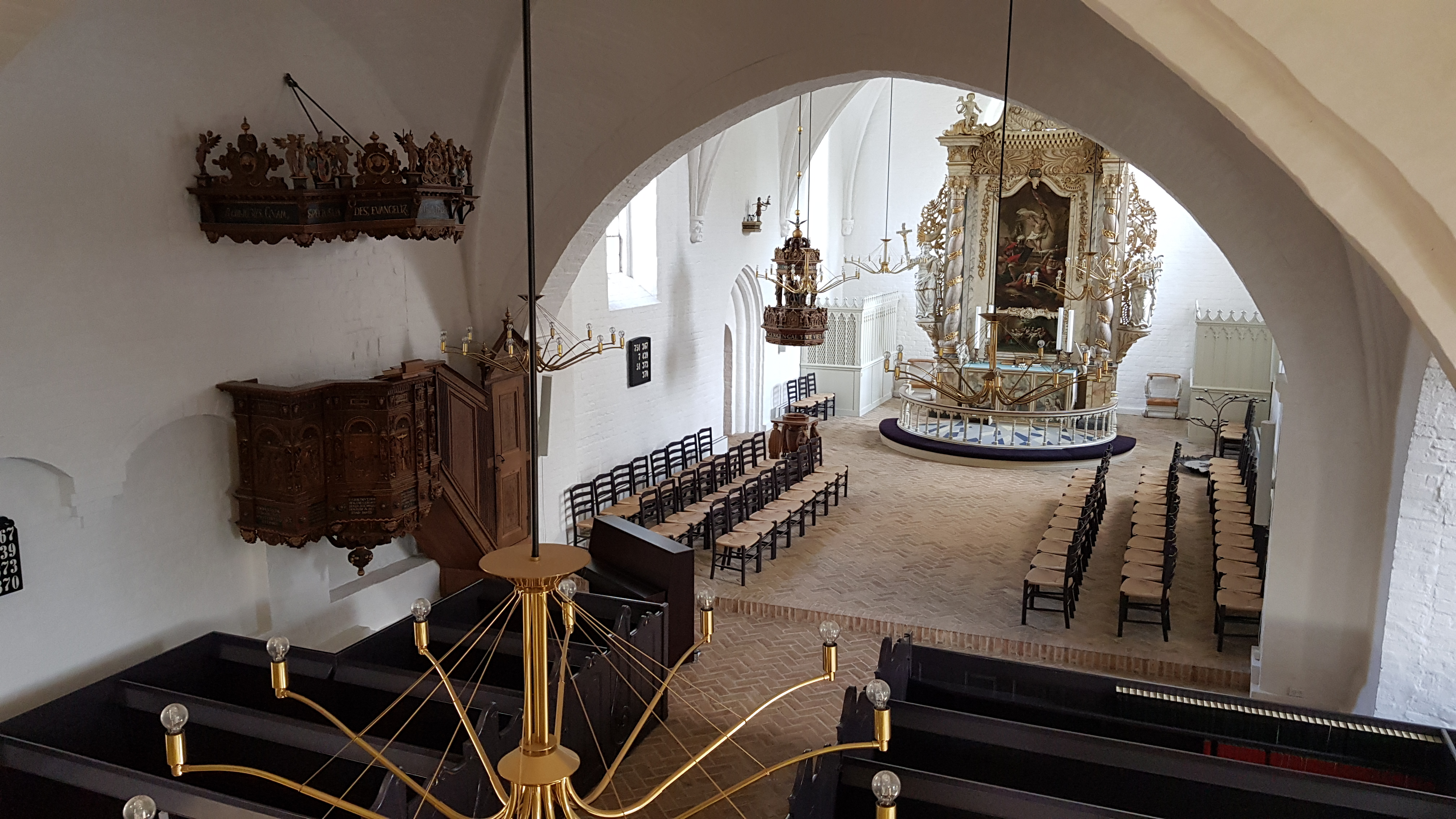
Innenraum mit Blick von der Empore zum Chor

Die evangelisch-lutherische Kliplev Kirke, auch Vor Frelser Kirke (Erlöserkirche), deutsch Klipleffer Kirche, ist die gotische Kirche des Kliplev Sogn in der Aabenraa Kommune im Süden Dänemarks.

## Geschichte
Die Kirche in Kliplev wurde erstmals im Erdbuch König Valdemars II. von 1231 als Kirche der damals Clyppælofhæreth (Kliplevharde) genannten Lundtoftharde erwähnt. Kliplev war zu dieser Zeit ein Krongut, das von der landesherrlichen Burg Søgård (Seegard) verwaltet wurde. Ab 1398 besaßen Mitglieder der Familie Ahlefeldt Søgard als Lehen. Die Kirche unterstand dem Bistum Schleswig. Das ursprüngliche Patrozinium ist nicht bekannt. Da der alte Hauptaltar ein Marienaltar war, trug die Kirche möglicherweise ursprünglich das Patrozinium der Jungfrau Maria.

### Wallfahrtsort
In vorreformatorischer Zeit erhielt sie den Namen Erlöser- oder Salvatorkirche, als die am Ochsenweg liegende Kirche sich im Laufe des 15. Jahrhunderts zu einem Wallfahrtsort entwickelte. Der erste Beleg für diese Wallfahrt stammt von 1437. Zur Unterstützung der Pilger bildete sich in dem Ort eine Bruderschaft. Besonders zu den Feiertagen Kreuzauffindung am 3. Mai und Kreuzerhöhung am 14. September war der Andrang groß. An diesen Tagen fand ein Markt statt, eine Tradition, die die eigentliche Wallfahrt weit überdauerte. Der Frühjahrsmarkt wurde 1688 auf den 14. April und später auf den 4. April verlegt.

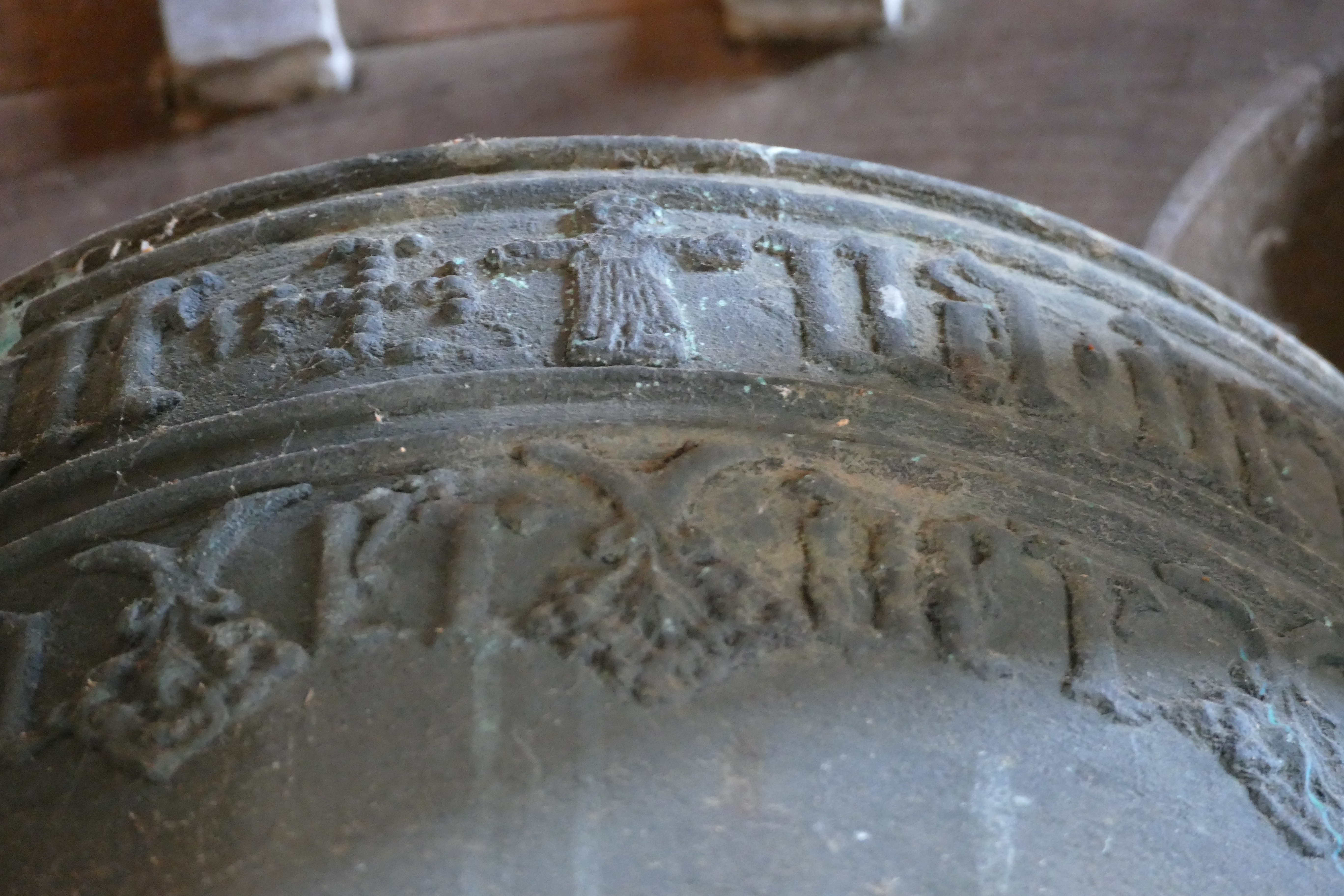
S. Hjælper-Pilgerzeichen auf der Glocke von Kværs Kirke

Das Ziel der Pilger war ein Gnadenbild, ein S. Hjælper, Sankt Hulpe oder Salvator genanntes hölzernes Nothelfer-Kruzifix. Nach einer Beschreibung von Anton Heimreich waren die Hände und Schuhe des mit ausgestreckten Armen stehenden Christus vergoldet und er trug eine Krone. Dieser Bildtyp einer Christusfigur, die nicht wie in der Ikonographie deutlich häufiger halbnackt am Kreuz hängt, sondern mit einem knöchellangen Gewand bekleidet in königlicher Haltung vor dem Kreuz steht, verbreitete sich ab dem 11. Jahrhundert nach dem Vorbild des Volto Santo von Lucca in ganz Europa. In Dänemark findet sich eine ähnliche Darstellung Christi als Triumphator auch schon auf dem großen Jellingstein. Pilgerzeichen aus Kliplev sind in ganz Dänemark und sogar im Kloster Hovedøya in Süd-Norwegen gefunden worden, was von einer großen Beliebtheit dieses Wallfahrtsortes und -heiligen zeugt. Auf der 1472 von Bertolt Meier für Kliplev gegossenen Uhrglocke, die heute im Glockenturm der benachbarten Kirche von Kværs (Quars) hängt, findet sich eine Abbildung von S. Hjælper. Auch auf der Glocke der Kirche von Lundforlund auf Seeland, die Oluf Kegge 1491 goss, ist das Kliplever Pilgerzeichen abgebildet.
Wohl im Zusammenhang mit dieser Wallfahrt wurde im Verlaufe des 15. Jahrhunderts die Vorgängerkirche abgerissen und durch einen größeren Neubau ersetzt, der einige Jahrzehnte später, um 1500, durch einen neuen Chor vergrößert wurde. An der Nordseite des Chores wurde eine kleine Kapelle angebaut, in der sich hinter einem tief sitzenden, vergitterten Fenster S. Hjælper befand. Davor stand ein Opferstock, in den die Pilger, die sich von ihrer Wallfahrt göttliche Hilfe erwarteten, ihre Spenden einwarfen.

### Nach der Reformation
Mit Einführung der Reformation endete die einträgliche Wallfahrt, auch wenn S. Hjælper noch jahrzehntelang weiter verehrt wurde. Die mit der Wallfahrt verbundenen eventuellen Pläne einer weiteren Vergrößerung der Kirche wurden aufgegeben. Die Herren des adligen Guts Søgård bekamen das Patronat über das Kirchspiel Kliplev und das benachbarte Bjerndrup. Die Brüder Gregor und Frans Ahlefeldt (beide † 1559 bei der Eroberung Dithmarschens) legten beide Kirchspiele zusammen und ließen die Kirche von Bjerndrup (Berndorff) abreißen. Als adliges Kirchspiel war Kliplev exempt und unterstand nicht einem Propst, sondern direkt dem Generalsuperintendenten in Schleswig. Die Gutsherren von Søgård, denen bis auf den kleinen Gutsbezirk von Ahretoft das gesamte Land im Kirchspiel gehörte, besaßen als Patrone das Recht, die Pastoren zu präsentieren. Die Gemeinde wählte aus den drei ihnen vorgestellten Kandidaten.
1654 wurde die kleine Kirche in Kværs, die ebenfalls zum Grundbesitz der Ahlefeldter Herren von Søgård gehörte, Filiale von Kliplev. Die Gutsherren beabsichtigten, auch dieses romanische Kirchlein abzureißen, was ihnen jedoch vom König untersagt wurde. 1704 wurde Kværs mit dem bisherigen Kliplever Diakon als Pastor wieder selbständige Pfarrkirche. Seitdem hatte Kliplev nur noch einen Prediger, der über ein sehr gutes Einkommen verfügte. Besonders lange in Kliplev blieb von 1768 bis zu seinem Tod 1823 im Alter von 83 Jahren der Pietist Johannes Klinker, dessen Weigerung, die Kirchen-Agende des Generalsuperintendenten Jacob Georg Christian Adler einzuführen, 1797/98 zu Unruhen in sämtlichen benachbarten Gemeinden führte. In den 55 Jahren seiner Amtszeit soll Klinker nur an einem einzigen Sonntag nicht den Gottesdienst gehalten haben.
Aufgrund der deutschen Gutsherrschaft waren Kirch- und Schulsprache Deutsch, obwohl die Bevölkerung im Alltag einen dänischen Dialekt sprach. Die Lieder sangen die Gottesdienstbesucher aber gleichzeitig auf Deutsch und Dänisch, je nachdem, was ihre Muttersprache war. Gemäß den Dänischen Sprachreskripten von 1851 galt das Kirchspiel als gemischtsprachig, weshalb auch mit der Predigtsprache abgewechselt wurde. Der aus einer schleswigschen Pastorenfamilie stammende Hieronymus Grauer war bereits 1850 nach der Schleswig-Holsteinischen Erhebung seines Amtes enthoben worden. In diesem Jahr verlor Kliplev auch seinen Status als exempte Kirche und wurde der Propstei Apenrade zugeordnet. Der von dänischer Seite eingesetzte Pastor wurde 1864 nach dem Deutsch-Dänischen Krieg abgesetzt. Auch in der Provinz Schleswig-Holstein blieb die Kirchensprache gemischt.

## Bau und Baugeschichte
Der Vorgängerbau, der wohl im 12. Jahrhundert entstand, wurde in der ersten Hälfte des 15. Jahrhunderts abgerissen. Baumaterial dieser älteren Kirche wurde für den Neubau wiederverwendet. Die gotische Kirche besteht aus einem kurzen, zweijochigen Langschiff, das Mitte des 15. Jahrhunderts errichtet wurde, und einem etwas jüngeren, fast ebenso langen und breiten, aber höheren dreijochigen Chor, dessen Konsolen mit Köpfen verziert sind. Um 1500 wurden im Süden an das Langschiff das Waffenhaus und im Norden an den Chor die kleine St.-Hjælpers-Kapelle angebaut, die heute als Sakristei und „Uhrenhaus“ für das Werk der Uhr im Dachreiter dient. Etwas später entstanden zwei weitere Kapellen südlich und nördlich vom Langschiff, durch die die Kirche einen – passend zum als wundertätig angesehenen Kruzifixus – kreuzförmigen Grundriss erhielt. Diese beiden westlichen Kapellen waren Grabkapellen der Gutsherren aus der Familie Ahlefeldt. Zuletzt wurde die Lücke zwischen südlicher Grabkapelle und Waffenhaus durch eine weitere Kapelle geschlossen, die ebenfalls als Grablege diente. Die beiden südlichen Grabkapellen wurden später zum Kirchenschiff hin geöffnet. Alle Gebäudeteile haben Kreuzrippengewölbe. Über dem Chor erhebt sich ein Dachreiter, der einen älteren Dachreiter auf dem Langschiff ersetzte, von dem sich noch Spuren im Dachstuhl finden. Bis auf die ziegelsichtige Chorwand ist die gesamte Kirche von außen weiß verputzt.
Um 1609 war dank der großen Stiftung von 2000 lübischen Mark der 1580 unverheiratet verstorbenen Brigitte von Ahlefeldt eine größere Renovierung möglich: Die Gewölbe zumindest des Chores wurden von dem Flensburger Maler Johan van Enum ausgemalt. Zudem wurden die Kanzel und die Taufe samt Deckel sowie die Reparatur weiteren Inventars bei der Werkstatt des Flensburger Bildschneiders Heinrich Ringerink in Auftrag gegeben. Alle Stücke erhielten ihre farbige Fassung durch Johan van Enum. Zum Dank für die Stiftung wurde zuletzt 1617 eine Stiftertafel ebenfalls in Ringerinks Werkstatt hergestellt.
Die Maueranker an den Giebeln zeigen die Jahreszahlen 1755 an dem mittleren der südlichen Anbauten und 1756 am damals mit einem Fenster versehenen Westgiebel und erinnern an einen Umbau der Kirche zwischen 1754 und 1756. Zusätzlich weist eine Bauinschrift über der Tür des damals im Barockstil erneuerten Waffenhauses auf diese Renovierung hin, die der damalige Besitzer von Gut Søgård und Patron Hieronymus von Thienen veranlasste. Darüber befindet sich eine Sonnenuhr.
Im Zuge der Renovierung von 1882 gestaltete der Architekt P. Callesen die Kirche im neugotischen Stil um. Die Kirche erhielt eine neue Orgel mit Empore und eine Kommunionbank. Gleichzeitig wurde der Renaissance-Tauftisch von Ringerink durch einen neuen ersetzt und die Evangelistenfiguren an den neu errichteten Chorschranken angebracht. Die Herrschaftsempore im Chor wurde entfernt und drei der Brüstungsbilder am Altartisch angebracht. An der Südwand wurden Priechen für den Pastor und den Gutsverwalter errichtet.
Bei einer weiteren Renovierung in den 1950er Jahren wurde ein Großteil der neugotischen Änderungen rückgängig gemacht. Dabei entdeckte man an der Decke des Chores Reste der wohl im 18. Jahrhundert übermalten Kalkmalereien von Johan van Enum wieder. Erhalten geblieben ist eine Darstellung des Jüngsten Gerichts, während von einem Bild der Sintflut nur noch wenige Reste vorhanden sind.

### Glockenturm
Neben der Kirche befindet sich ein freistehender hölzerner Glockenturm, dessen Ständerwerk auf die erste Hälfte des 14. Jahrhunderts zu datieren ist. Von einem steinernen Turm, der direkt an den Westgiebel anschloss, entdeckte man 1958 die Fundamente. Es ist aber nicht klar, ob dieser Turm vor der Erneuerung des Westgiebels 1756 abgerissen wurde oder ob er vielleicht überhaupt nicht fertig gebaut wurde. Das Mauerwerk der engen Wendeltreppe, die nördlich an der Westwand zum Dachboden führt, ist jünger als das umgebenden Mauerwerk, was darauf schließen lässt, dass das Treppenhaus als Ersatz für eine Treppe im (geplanten) Turm entstand.

## Ausstattung
Das Nothelfer-Kruzifix, das 1628 wegen seines schlechten Erhaltungszustandes und zur Verhinderung weiterer abergläubischer Verehrung aus der Kirche entfernt wurde, ist noch im Inventar von 1808 aufgeführt und seitdem verschollen. Von der vorreformatorischen Ausstattung hat sich damit nur die Kreuzigungsgruppe von etwa 1500 erhalten. Sie hing ursprünglich als Triumphkreuz über dem Chorbogen. Am oberen und unteren Kreuzende befinden sich noch die quadratischen Felder, in denen sich ursprünglich die Evangelistensymbole befanden. Heute ist nur das untere Quadrat mit einem Relief des Matthäus gefüllt, das stilistisch der Ringerink-Werkstatt zugeordnet wird und demzufolge um 1610 ergänzt wurde.

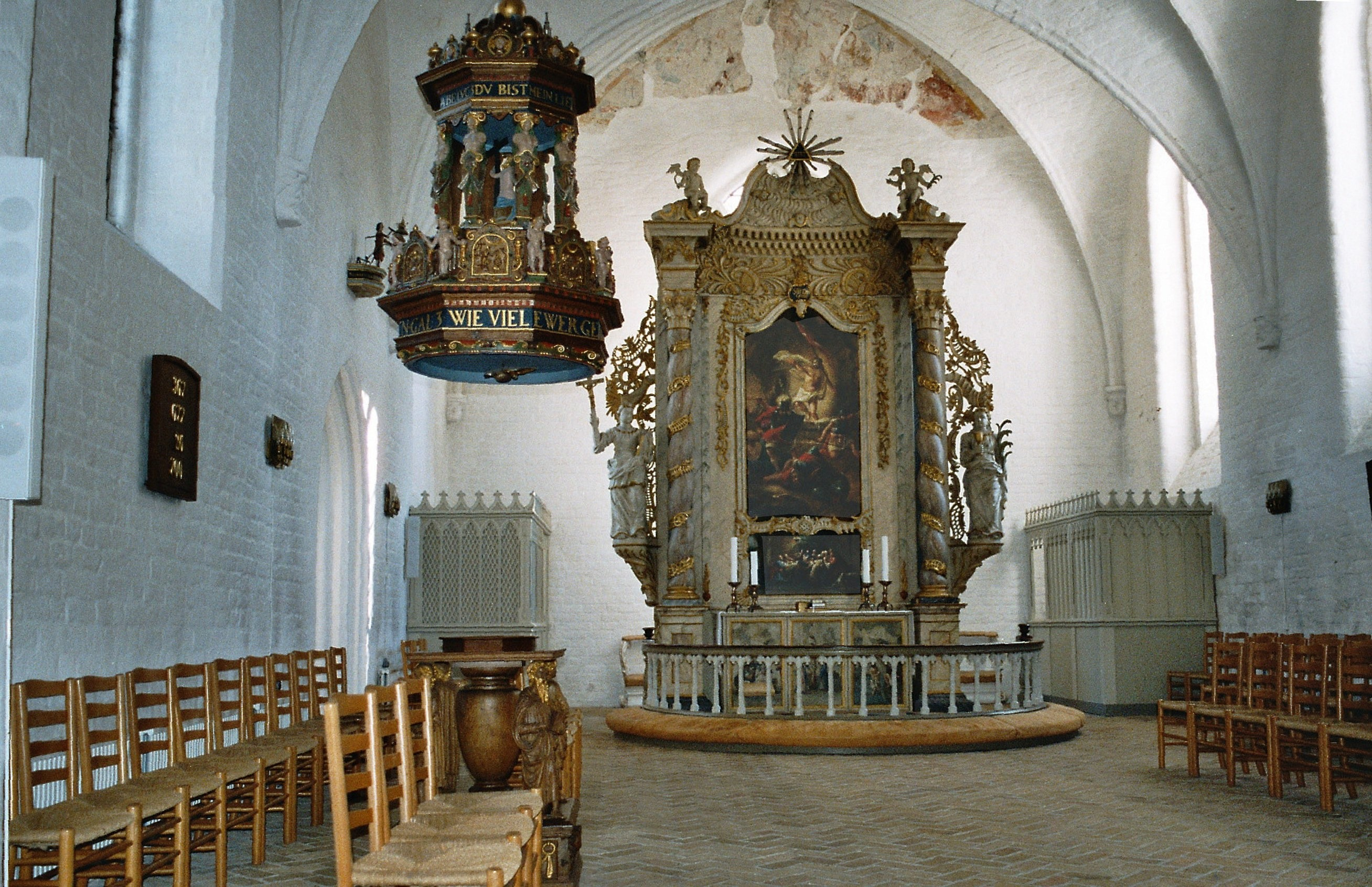
Chor mit Altar und Taufbecken, hinter dem Altar die Reste der Wandmalerei des Jüngsten Gerichts

Ein nur aus Schriftquellen bekanntes mittelalterliches Retabel stellte das Marienleben nach dem Protoevangelium des Jakobus dar. Es wurde im 18. Jahrhundert abgebaut und die Reste 1789 verkauft. Stattdessen wurde 1774 ein von Peter Christian Hansen im Rokokostil geschnitztes Retabel angeschafft. Vorbild war der 25 Jahre ältere Altar der Flensburger Nikolaikirche. Wie dort wird das Altarbild von gedrehten Säulen und fast lebensgroßen Figuren der Tugenden Glaube und Hoffnung gerahmt. Das von Jens Martin Lund aus Flensburg gemalte Hauptbild zeigt eine dramatische Darstellung der Auferstehung. Das kleinere Bild darunter zeigt das Abendmahl Jesu mit seinen Jüngern. Die wie ein Antemensale vor dem Altartisch angebrachten Bilder kamen 1882 an diese Stelle. Die drei Gemälde von etwa 1700 zeigen die Anbetung der Hirten, die Kreuzigung und die Taufe Jesu. Wahrscheinlich gehörten sie ursprünglich zur Empore oder Loge der adligen Kirchenpatrone, die sich im Chor befand. Zwei dazugehörige Gemälde, die Verkündigung an Maria und Jesu Gebet im Garten Getsemane, befinden sich im Waffenhaus bzw. in der Sakristei. Die halbkreisförmige Kommunionbank ersetzte bei der Renovierung 1882 die rechts und links vor dem Altar aufgestellten Rokoko-Abendmahlsbänke, die jetzt hinter dem Altar stehen.
Das Taufbecken mit dazugehörigem Deckel stammt aus der Werkstatt von Heinrich Ringerink in Flensburg und wurde 1613 gefertigt. Der aus Holz geschnitzte Tisch mit quadratischer Grundfläche hat eine Vertiefung für eine Taufschale und wird von den vier Evangelisten getragen. Er wurde bei der Restaurierung 1882 aus der Kirche entfernt und diente als Untersatz für eine Tischplatte in einer Privatwohnung. Die vier Evangelistenfiguren wurden auf einer Chorschranke angebracht. 1958 stellte man den alten Zustand wieder her. Der achteckige Deckel hat einen hohen, von Hermen getragenen laternenartigen Aufbau. In der Laterne befindet sich eine vollplastische Figur des knieenden Christus mit Kreuz. Das Gesims der Laterne besteht aus acht Reliefs mit acht biblischen Szenen mit Bezug auf die Taufe: Sündenfall, Sündflut, Opferung Isaaks, Beschneidung Jesu, Jesu Taufe, die Kindersegnung, die Samariterin am Brunnen und die Verklärung. Dazwischen stehen in den Ecken jeweils Putten. Auf dem oberen Sims steht in Hochdeutsch Lk 3,22 : „Du bist mein lieber Sohn an dem ich Wohlgefallen habe“, und am unteren Gal 3,27 : „Denn wieviel euer getauft sind, die haben Christum angezogen.“ Gekrönt wird der Aufbau durch eine den Heiligen Geist symbolisierende Taube. Eine zweite Taube hängt an der Unterseite des Deckels. Die Taufschale aus Messing und eine dazugehörige Wasserkanne wurden 1712 von C. von Ahlefeldt gestiftet.

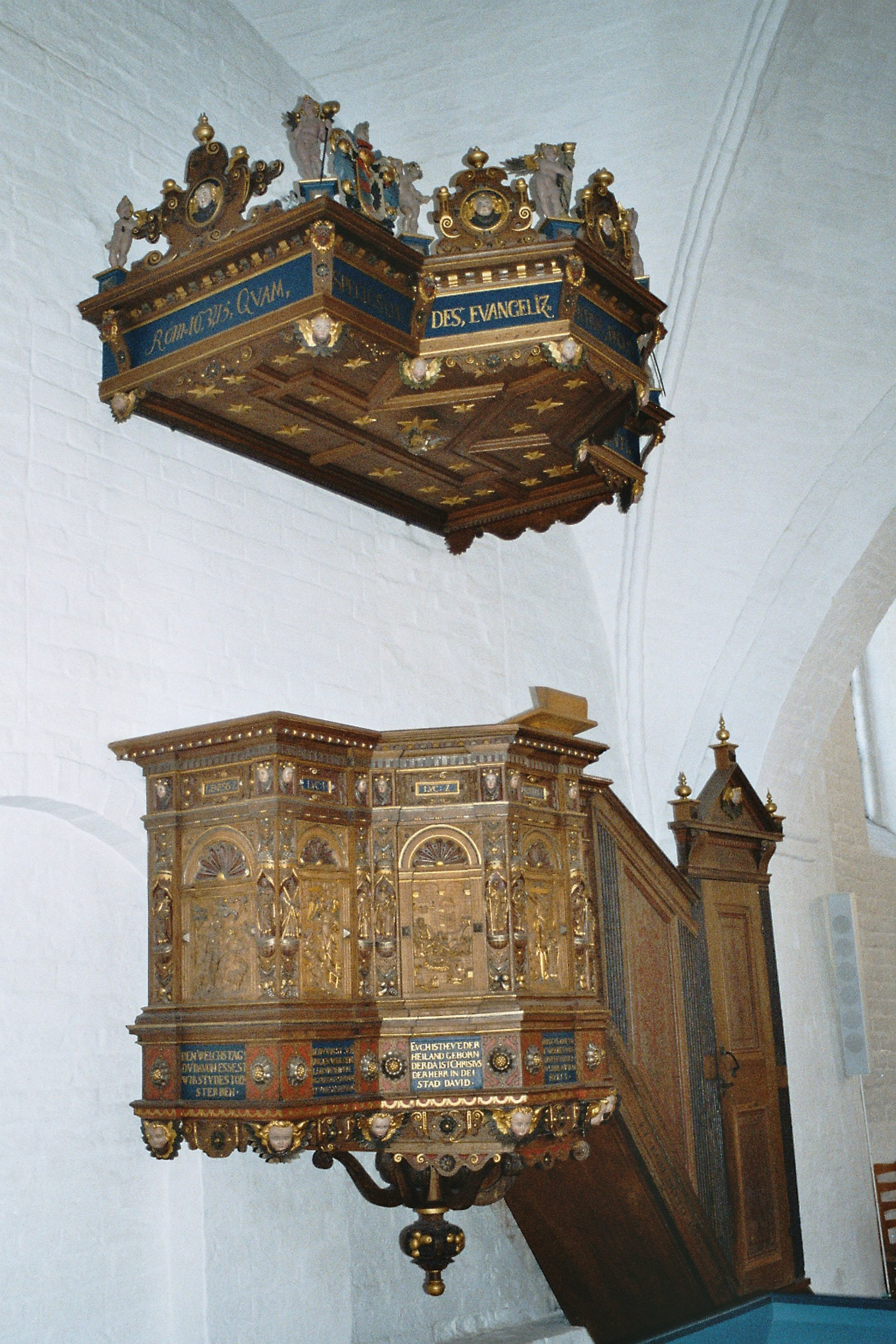
Kanzel aus der Ringerink-Werkstatt

Die Kanzel wurde 1609 aus der testamentarischen Stiftung von Birgitte Ahlefeldt finanziert und 1610 von „Henrich Bildesnider to Flensborg“, also Heinrich Ringerink, fertiggestellt. Die an der Nordwand des Langschiffes befestigte Emporenkanzel entspricht dem verbreiteten Westflensburger Kanzeltyp. Die Treppe ist eine spätere Ergänzung. Die Bildfelder der Kanzelbrüstung enthalten sechs Reliefs mit Szenen aus der Heilsgeschichte, die mit hochdeutschen Bibeltexten erläutert sind. Zwischen den Bildfeldern befinden sich die jeweils mit Namen bezeichneten Schnitzfiguren des Heilands und der elf Apostel. Der Schalldeckel trägt zwischen Putten mit Marterwerkzeugen Platten mit Frauenköpfen und das Stifterwappen. Kanzel und Schalldeckel sind mit Engelsköpfen verziert.
Zwei Epitaphien für Margrethe Elisabeth Siebethen († 1560) und den langjährigen Gutsinspektor Nicolai Hinrich Siebeth († 1768) hängen im Kirchenschiff. Über der Tür zum Uhrhaus steht ein kimermand, ein Glockenmännchen, von etwa 1600.

## Orgel

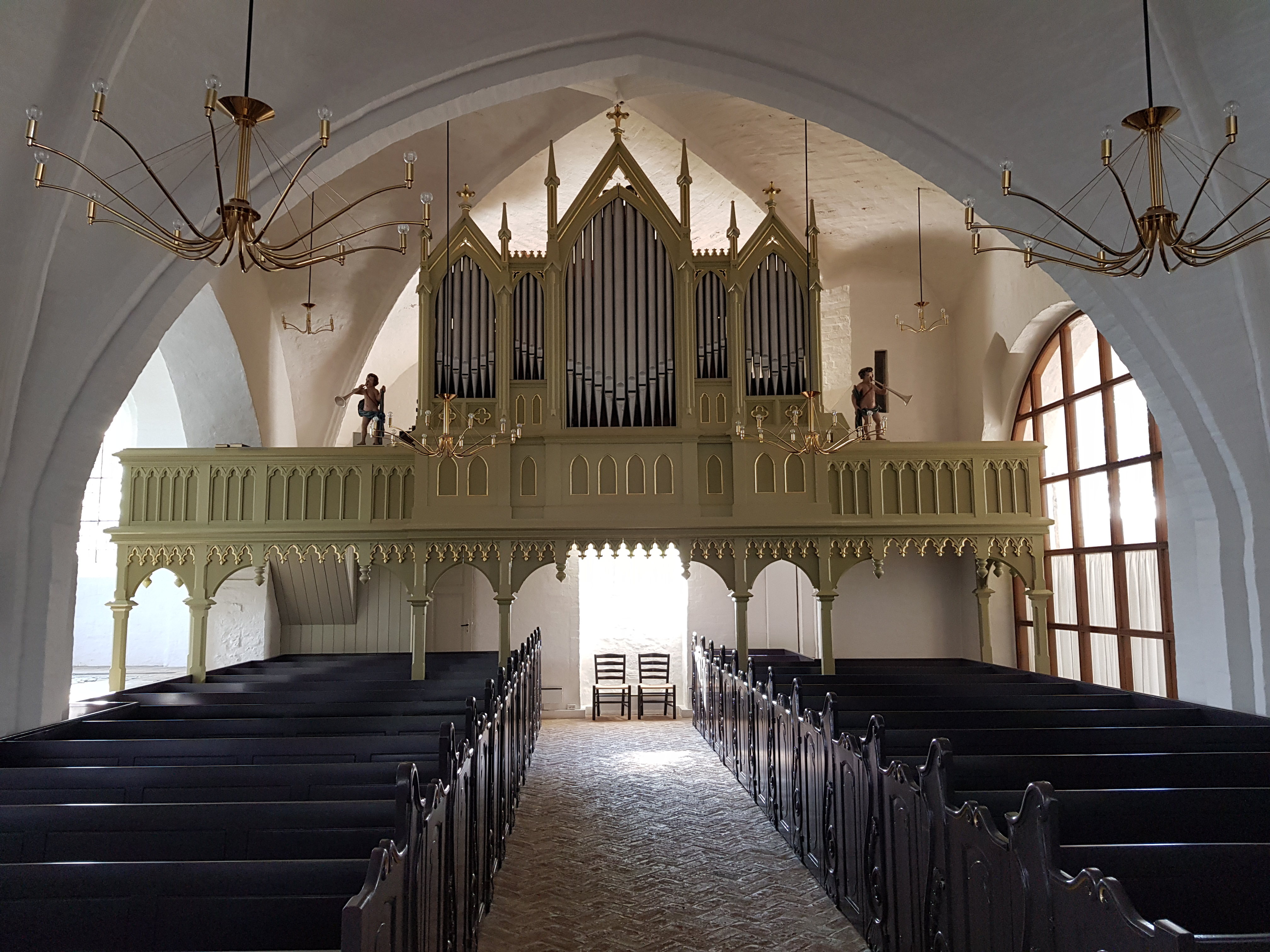
Blick zur Marcussen-Orgel

Eine Orgel für Kliplev ist erstmals 1634/40 erwähnt. Damals soll eine ältere Orgel aus der Kirche von Løjt übernommen worden sein. 1699 wurde eine neue Orgel gebaut, vermutlich als Stiftung des Kirchenpatrons. Sie stand im Westen der Kirche. Von dem Prospekt dieser Orgel sind zwei Posaunenengel auf der Orgelempore erhalten.
Marcussen & Søn in Apenrade stellte 1882 die jetzige Orgel mit 14 Registern her, für die eine neue Empore und ein neues Gehäuse gebaut wurden. Die Register waren ursprünglich deutsch bezeichnet und anstelle der vierfachen Mixtur befand sich zunächst im ersten Manual das Zungenregister Trompete 8′. Heute lautet die Disposition:
| I Manual C–f3 |           |     |
| 1.            | Bordun    | 16′ |
| 2.            | Principal | 8′  |
| 3.            | Rørfløjte | 8′  |
| 4.            | Octav     | 4′  |
| 5.            | Gemshorn  | 4′  |
| 6.            | Octav     | 2′  |
| 7.            | Mixtur IV |     |

| II Manual C–f3 |                |    |
| 8.             | Gedackt        | 8′ |
| 9.             | Viola da Gamba | 8′ |
| 10.            | Fløjte         | 4′ |

| Pedal C–d1 |          |     |
| 11.        | Subbas   | 16′ |
| 12.        | Octavbas | 8′  |
| 13.        | Gedackt  | 8′  |
| 14.        | Basun    | 16′ |

- Koppeln: II/I, I/P, II/P
- Traktur: Schleifladen, vollmechanisch

## Grabkapellen

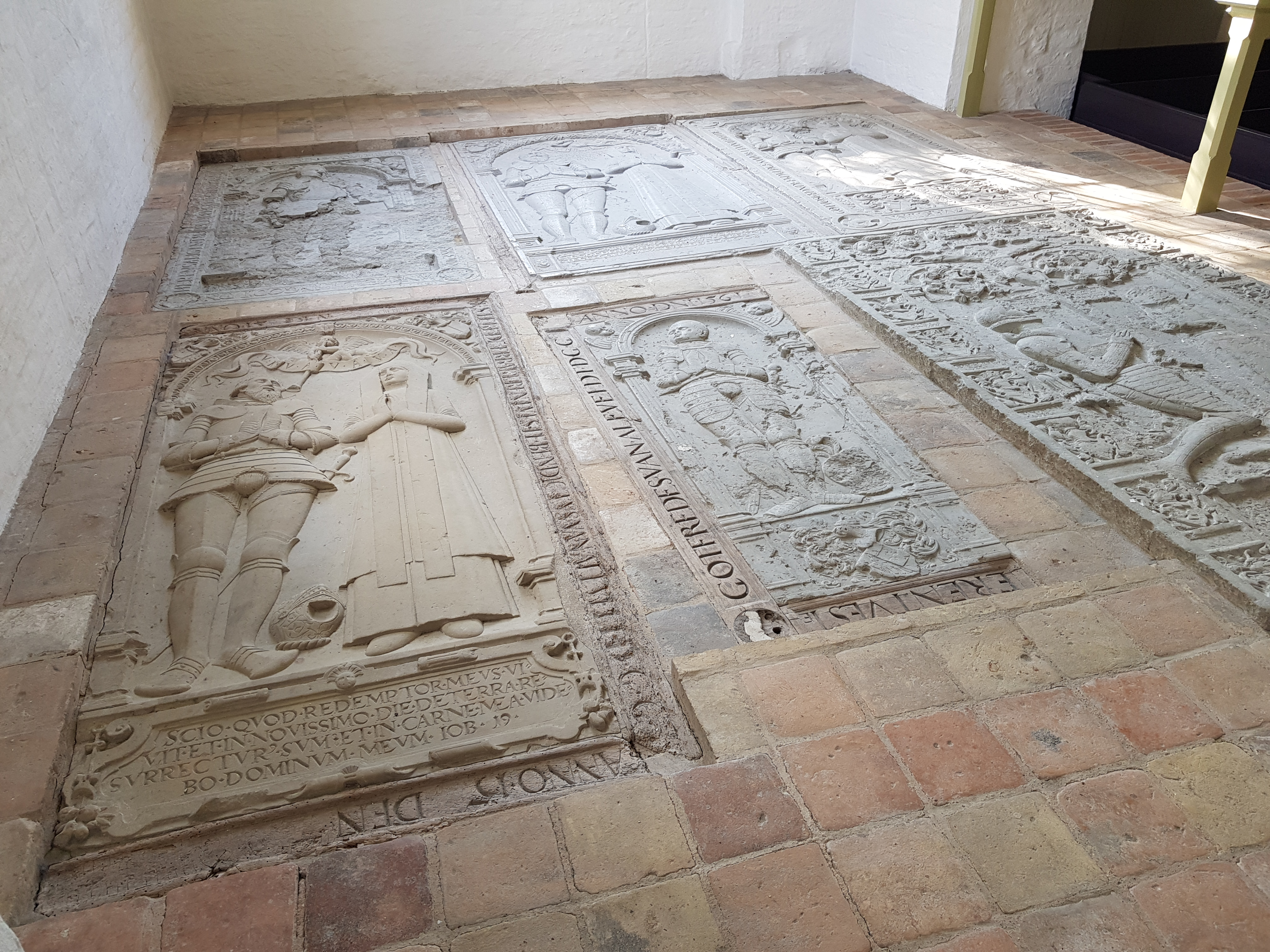
Grabplatten in der südwestlichen Grabkapelle

Die nördlich und südlich an der Westseite des Langschiffs angebauten Grabkapellen waren Begräbnisorte der Gutsherren von Søgard aus der Familie Ahlefeldt. Das Gut war nach einem längeren Erbstreit um 1490 unter Jørgen und Benedict, zwei Söhnen von Claus von Ahlefeldt, aufgeteilt worden, die jeder eine Kapelle für sich und ihre Nachkommen an die Kirche anbauten. Jørgen Ahlefeld, der mit Anne Meinstrup verheiratet war, fiel 1500 in der Schlacht bei Hemmingstedt, ohne Kinder zu hinterlassen. Benedict wurde spätestens 1513 als Erster in der südlichen Kapelle beigesetzt. Seine Söhne Gregor und Frans, denen er Søgard gemeinsam hinterließ, zerstritten sich ebenfalls und teilten das Gut und die Grabkapellen. Erst 1686 wurden beide Gutsteile wieder vereinigt, als der Sohn von Friedrich und Brigitte von Ahlefeldt, die als Nachkommen beider Linien geheiratet hatten, seine Eltern beerbte. Bis zur Zerstörung des Herrenhauses Søgard durch Lennart Torstenssons Truppen 1644 wurden alle Gutsherren von Søgard und deren Familien in der ihrer Seite der Familie gehörenden Kapelle bestattet.
Die Nordkapelle wurde 1956 in eine Leichenhalle umgewandelt und ist durch eine Glaswand vom Kirchenschiff abgetrennt. Der Boden der Südkapelle, der mit Grabsteinen der dort Bestatteten belegt ist, liegt wegen der darunter um 1550 angelegten Grabkrypta etwa 70 Zentimeter über dem Niveau des Kirchenbodens. Von den Grabsteinen aus der Nordkapelle ist nur der für Frans von Ahlefeldt, der 1559 in Dithmarschen gefallen ist, und seine Frau Katrine von Ahlefeldt erhalten, der bei der Umwandlung der Kapelle in eine Leichenhalle an der Wand befestigt wurde. Ebenfalls in dieser Kapelle befindet sich ein Epitaph für die 1587 verstorbene Catharina von Ahlefeldt, die Tochter des königlichen Statthalters Heinrich Rantzau, die mit Friedrich von Ahlefeldt verheiratet gewesen war.
Die sechs Grabsteine in der Südkapelle sind teilweise wiederverwendete ältere Grabplatten. Alle Männer tragen als Zeichen ihres Rangs Rüstungen.
- Benedict von Ahlefeldt († zwischen 1509 und 1513) und seine Frau Eibe von Rantzau, die erst nach 1522 starb. Die Inschrift ist unvollständig, die Sterbedaten wurden nicht eingefügt.
- Gregers von Ahlefeldt, 1559 in Dithmarschen gefallen
- Ditlev von Ahlefeldt († 1572) und Mette von Ahlefeldt († 1560)
- Gotfred von Ahlefeldt († 1561 als Jugendlicher)
- Godske von Ahlefeldt († 1566)
- Johann von Ahlefeldt († 1580) und Margrethe von Rantzau. Das Ehepaar ist kniend vor dem Kreuz dargestellt, umgeben von den Wappen ihrer Vorfahren. Margrethe hält ein Gebäude auf den Händen, möglicherweise als Hinweis auf eine Stiftung, während hinter Johann eine kleine Person in ziviler Kleidung steht, vermutlich sein Sohn.

In der Kapelle befindet sich ebenfalls das 1617 hergestellte Epitaph für die 1580 verstorbene Brigitte von Ahlefeldt, dank deren großer Stiftung von 2000 Mark lübsch die Kanzel angeschafft werden konnte.

## Gemeinde
Die Kirche gehört der Gemeinde Kliplev in der Evangelisch-lutherischen Dänischen Volkskirche, sie wird aber auch von der deutschsprachigen Nordschleswigschen Gemeinde in der Evangelisch-lutherischen Kirche in Norddeutschland regelmäßig für Gottesdienste genutzt.